# Кричимски надпис
Кричимският надпис е старобългарски епиграфски паметник. Издълбан е върху скалата Камък на цар Асен до крепостта Иванково кале, над град Кричим. Открит е през 1942 г.
Издълбан е при похода на цар Асен I в 1190 г. или при цар Иван Асен II около 1230 г., когато е възстановен суверенитетът на българското царство над крепостта, загубена след междуособиците и териториалните загуби след убийството на цар Калоян.
В превод на новобългарски Кричимският надпис гласи:
„На този камък седя цар Асен, когато превзе Кричим“.
или  по-точно: „На този камък седя цар Асен, когато ПРИЕ (крепостта) Кричим".

Източници:
1. ↑  Кричимски надпис Архив на оригинала от 2016-04-25 в Wayback Machine. - в znam.bg
2. ↑  Кричим – в svetimesta.com